# Mimeusemia fruhstorferi
Mimeusemia fruhstorferi är en fjärilsart som beskrevs av Rothschild 1897. Mimeusemia fruhstorferi ingår i släktet Mimeusemia och familjen nattflyn. Inga underarter finns listade i Catalogue of Life.